# ニュースティッカー
ニュースティッカー（news ticker）とはテレビなどのディスプレイの端にニュースを流す技術。

## 解説
ティッカー（ticker）とは証券取引所や商品取引所で用いられた株価や物価を印字する装置である（ストックティッカー）。
このティッカーをテレビで初めて流したのはアメリカのKWHYテレビのチャンネル22で放送されていた経済番組とされている。
ティッカーを画面に流す手法が一般のニュースにも利用されるようになったものがニュースティッカーである。